# Trichachne
Trichachne je biljni rod iz porodice trava raširen po Južnoj Americi, nekoliko u Sjevernoj Americi (uključujući Srednju) i jedna u Australiji.

## Vrste
Na popisu je 16 vrsta:
1. Trichachne affinis Chase ex C.P.Cowan
2. Trichachne brownii (Roem. & Schult.) Henrard
3. Trichachne californica (Benth.) Chase
4. Trichachne catamarcensis (Rúgolo) Wipff & Shaw
5. Trichachne eggersii (Hack.) Henrard
6. Trichachne hitchcockii (Chase) Chase ex Hitchc.
7. Trichachne insularis (L.) Nees
8. Trichachne laxa (Rchb.) Hitchc.
9. Trichachne patens Swallen
10. Trichachne pittieri (Hack.) Hitchc.
11. Trichachne recalva Nees
12. Trichachne sacchariflora (Raddi) Nees
13. Trichachne sellowii C.Muell.
14. Trichachne sericea Swallen
15. Trichachne tenuis Nees
16. Trichachne velutina Nees